# نخل پاندولند
نخل پاندولند (نام علمی: Jubaeopsis) نام یک سرده از تیره نخل است.